# Charles Dawson Moorhead
Charles Dawson Moorhead, britanski general, * 1894, † 1965.